# Pothyne annulicornis
Pothyne annulicornis là một loài bọ cánh cứng trong họ Cerambycidae.